# 神林&キリカシリーズ
『神林&キリカシリーズ』（かんばやしアンドキリカシリーズ）は、杜野亜希による日本の漫画作品。『別冊花とゆめ』（白泉社）にて1992年6月号から同1999年9月号まで連載された。単行本は花とゆめCOMICSから刊行され、全22巻。

## 概要
大学生作家（シリーズ中盤で卒業し専業作家）・神林俊彦と人気アイドル・川本キリカを主人公としたミステリー漫画であり、同じく白泉社の代表的なミステリーである『パズルゲーム☆はいすくーる』や森次矢尋の『北詰拓シリーズ』と同じく、基本的には1話読み切りの短編ミステリーで、前後編などの場合もあり、作中の事件同士にはそれほどの繋がりはない。ただし、キリカの誕生をめぐる秘話、神林とキリカを中心とした人間模様など、作品を貫いてのストーリは存在している。また、現実の時間とほぼ平行して、登場人物たちは年齢も重ねている（初登場時16歳であったキリカが最終回で大卒→就職の妹晴子と同年であることからみて）。
キリカをはじめ芸能界関係者が主役級であること、また作者の杜野自身が舞台のファンであることから、演劇に関わる話が多いのが特徴である。

## 登場人物
神林 俊彦（かんばやし としひこ）
本シリーズの主人公の一人で推理小説家。眼鏡着用で視力は良くないが、運動神経は良いほうである。常識人でお人好しだが、芯の部分では熱血漢で、拳が出てしまうことも稀にある。自分自身で人生を抑制してしまっているキリカに対しては怒りを見せることもあった。主人公らしく作中の殆どの事件に関わって、探偵役を務めている。また「孤独なミス・ホームズ」「霧の中のナイフ」のように殆ど登場しない作品であっても、キリカの行動には彼の影響が見て取れることが多い。恋愛に関しては奥手かつ慎重なほうで、キリカに対する好意には物語中盤（「宵闇のアリア」）で自覚していたが、最後の最後まで想いを告げようとはせず、（神林の誤解であったのだが）キリカが祐貴に惹かれていると悟り、自ら身を引こうとしたほど。
作品開始時点では大学生作家だったが、売れっ子作家になってしまった関係で卒論がかけず、何度も留年してしまうことになる。友人絡みの事件に巻き込まれて、出せるはずだった卒論を出せなくなってしまったことも（「花盗人にキスを捧げて」）。ミステリー作家という作風から見ても、恋愛小説を志しているという設定から見ても、明らかに近現代文学を専攻していそうなものだが、どうして卒論のテーマに江戸文学を選んでいるのかは謎である。大学生活8年目にして無事卒業はできた（「宵闇のアリア」）。代表作は『レディーX』シリーズで、作中でたびたび映像化の話が持ち上がるほどのヒット作である。「天使からのラブレター」のように、『レディーX』シリーズとシリーズのタイトルがリンクしたこともあった。
なお『レディーX 鏡の中の私』は神林の小説を杜野が漫画化したという設定の作中作である。
川本 キリカ（かわもと キリカ）
本シリーズの主人公の一人で人気アイドル。本名は川本 霧香。「キリカ」表記は芸名。初登場時は16歳。
ファンの前ではおとなしい、「守られたい」キャラを演じているが、猫をかぶっており、実際には頭脳明晰かつ闊達な少女である。またプライドが高く意地っ張りでもある。神林や身内にだけはその本性を見せる。子供の時から地元では「深川のキリカ」と呼ばれ、神童として有名だった。現在の家族とは血はつながっておらず、その負い目が彼女を早期の経済的自立（芸能界デビュー）へと動かしたようだが、本人は純真なファンをからかうのが楽しいから、などと天邪鬼な発言をしている。しかし、織田雪江らとの出会いやライバルとなった高橋真奈美との軋轢の中で、紆余曲折を経ながらも徐々に役者として生きていきたいという自覚を持ちはじめていく。また神林に対しても当初は「相棒」「私がついていないと」的な感覚で接していたが、自身の気持ちに真剣に向き合うようになる中、愛情を持つようになっていく。この神林への想いに気付いたのはシリーズも最終局面に入ってからだが、自覚→告白までの短さは神林とは対照的だった。作者も対照的な性格と述懐している。
余談だが、シリーズ最初の「ヒロインを探せ」では犯人と疑われるようなミスリードが行なわれているが、コミックスには「神林&キリカシリーズ」という副題が表記されている為ミスリードが有効に働いてない。
望月 祐貴
高橋 真奈美
織田 雪江　
川本 晴子
川本 雷太　
大沢監督
三橋 さおり　
桜井 恒平
レディーX　
神林俊彦の小説の作中人物。番外編『レディーX 鏡の中の私』の主人公。

## コミックス一覧
※コミックタイトルを挙げ、その下に収録作品をしるす。シリーズ以外の作品は斜体字。
『神林&キリカシリーズ』
1.ヒロインを探せ
「ヒロインを探せ」「ラスト・メッセージ」「永遠のプリンセス」「物語は終わらない」「神林俊彦殺人事件」
2.ガラスの旋律
「ガラスの旋律」「沈黙のテレフォン」「波音のリフレイン」「天使と幽霊」
3.不機嫌なヒーロー
「銀幕のイリュージョン」「不機嫌なヒーロー」「ハートは射抜かれた!」「Remix」
4.引き裂かれたサイレンス
「ヴァレンタインの遺言」「引き裂かれたサイレンス」「真夜中のパーティー」（ほかにエッセイ「杜野のミュージカル大好き!!」等を含む）
5.天使からのラブレター
「ブルーレインに抱かれて」「天使からのラブレター」「少女（おとめ）進化論」
6.赤と緑のロンド
「解かれたパスワード」「赤と緑のロンド」「18歳のラビリンス」「デジタルな関係」
7.花盗人にキスを捧げて
「カーテンコールをもう一度」「花盗人にキスを捧げて」「虹色のフォーチュン」「野ばら」
8.眠り姫（スリーピング・ビューティー）は目覚めない
「眠り姫は目覚めない」「メビウスの恋人」「新月（ニュームーン）が見ていた」
9.マリアの刻印
「嘘つきなジョーカー」「マリアの刻印」「アネモネ迷宮」
10.宵闇のアリア　
「パンドラの娘」「宵闇のアリア」「安芸の宮島殺人事件」
11.プレゼントが届かない
「プレゼントが届かない」「偽りのフェアリーテール」「嵐を呼ぶ少年」「ラストチャイルド」
12.もう一人のユダ
「もう一人のユダ」「アンバランスな天秤座」「はあと・Poisoner」
13.風花のウィスパー
「早すぎたクリスマス」「風花のウィスパー」「光の中のDarkness」 
14.シネラリアは二度笑う
「暗闇のメリーゴーランド」「シネラリアは二度笑う」「マドンナ・コンプレックス」
15.ゲームが終わるとき
「誘惑のワルツ」「ゲームが終わるとき」「ニセアカシアの魔法使い」
16.禁断のフォーカス　
「禁断のフォーカス」「さよならのエンゲージ」「マスカレード―虚飾の都―」
17.孤独なミス・ホームズ
「孤独なミス・ホームズ」「霧の中のナイフ」
18.夢見るレプリカント
「夢見るレプリカント」「ねじれたリング」「七番目の王子様（プリンス）」「声なき歌姫」
19.黒のチェックメイト
「カナリヤはもう歌わない」「黒のチェックメイト」「嵐（テンペスト）を待ってる」「ずっと、夢をみている」
20.最後のバースディ　
「隠者（ハーミット）はつぶやく」「最後のバースディ」「迷子の名探偵」
21.逆転のトリガー
「代理人はパーフェクト」「逆転のトリガー」「とらわれの歌姫（ディーヴァ）」
22.いま幕（カーテン）が降ろされる
「いま幕が降ろされる」「ヒロインに白い薔薇を」
『神林&キリカシリーズ番外編』 - 単行本では「探偵レディーXシリーズ1」となっているが電子書籍版で改題された。神林俊彦の小説『レディーX』を原作とし、杜野が漫画化したという設定の作品。
レディーX 鏡の中の私
「レディーX 鏡の中の私」「レディーX Aの葬列」